# Hội đồng Kinh tế Xã hội Việt Nam Cộng hòa
Hội đồng Kinh tế Xã hội là cơ quan cố vấn cho cho Chính phủ và Quốc hội về những vấn đề kinh tế và xã hội, đồng thời tham gia ý kiến về các dự luật kinh tế và xã hội của Việt Nam Cộng hòa. Trụ sở tạm thời của Hội đồng này được đặt tại phòng hội nghị quốc tế, Khách sạn Hoàn Mỹ, Sài Gòn.

## Lịch sử
Tiền thân là Hội đồng Kinh tế Quốc gia dưới thời Đệ Nhất Cộng hòa được thiết lập và tổ chức theo điều 82, 83 và 84 của Hiến pháp năm 1956. Nhưng mãi đến ngày 15 tháng 3 năm 1961 thì Hội đồng này mới được thành lập theo Luật số 5/61 và khởi sự hoạt động kể từ năm 1962. Hội đồng này là một cơ quan tư vấn có nhiệm vụ trình bày sáng kiến và phát biểu ý kiến về các dự thảo, dự án kinh tế. Bên cạnh đó, nó có thể được hỏi ý kiến về bất cứ một vấn đề kinh tế nào, nếu Tổng thống hoặc Chủ tịch Quốc hội xét cần. Thành phần của hội đồng do Phó Tổng thống làm Chủ tịch gồm có 55 hội viên thực thụ và 24 hội viên dự khuyết. Hội viên lựa trong các nghiệp đoàn, các ngành hoạt động kinh tế, các tổ chức hoạt động xã hội liên hệ với kinh tế và các nhà kinh tế học. Nhiệm kỳ hội viên ấn định là 2 năm để thành phần hội đồng theo sát tình hình kinh tế trong nước. Mỗi năm, hội đồng họp 2 khóa thường lệ, một khóa vào tháng Giêng dương lịch và một khóa vào tháng Bảy dương lịch. Mỗi khóa thường lệ không lâu quá 30 ngày. Hội đồng có thể được triệu tập họp khóa bất thường ngoài các khóa thường lệ, nhưng mỗi khóa bất thường không được lâu quá 15 ngày.
Hội đồng Kinh tế Quốc gia chưa có đủ thời gian và điều kiện hoạt động thì bị giải thể sau cuộc đảo chính lật đổ nền Đệ Nhất Cộng hòa vào cuối năm 1963. Hiến pháp năm 1967 khai sinh nền Đệ Nhị Cộng hòa, dựa theo quy định trong hiến pháp bèn lập ra một Hội đồng tương tự gọi là Hội đồng Kinh tế Xã hội vào ngày 25 tháng 9 năm 1969. Sự chuyển tiếp này bắt đầu từ năm 1969 khi chính phủ Việt Nam Cộng hòa cho thành lập một loạt các cơ quan có chức năng giám sát hành pháp nhằm cải thiện tính chất dân chủ của chế độ như: Đặc biệt Pháp viện, Hội đồng Văn hóa Giáo dục, Hội đồng Kinh tế Xã hội, Hội đồng các Sắc tộc, Hội đồng An ninh Quốc gia, Hội đồng Thẩm phán và Hội đồng Quân lực. Tuy vậy, hầu hết những hội đồng này đều khó phát huy hiệu quả là do tình trạng chiến tranh kéo dài và chính phủ ưu tiên tận dụng nguồn lực vào vấn đề quốc phòng và an ninh quốc gia. Sau ngày 30 tháng 4 năm 1975, Chính phủ Cách mạng lâm thời Cộng hòa miền Nam Việt Nam đã bãi bỏ những định chế này và thay thế bằng những cơ quan có chức năng tương tự theo kiểu cộng sản.  

## Chức năng
Theo Luật số 013/69, Hội đồng Kinh tế Xã hội có chức năng như sau:
1. Cố vấn Chính phủ về những vấn đề kinh tế và xã hội.[5]
2. Các dự luật kinh tế và xã hội có thể được Hội đồng tham gia ý kiến trước khi Quốc hội thảo luận.[5]
3. Với sự chấp thuận của Quốc hội, Hội đồng Kinh tế Xã hội có thể cử đại diện thuyết trình trước Quốc hội về các vấn đề liên hệ.[5]

Hội đồng cũng có thể tham gia ý kiến với các cơ quan hiến định như Hội đồng Văn hóa Giáo dục và Hội đồng các Sắc tộc về các vấn đề liên quan đến Hội đồng Kinh tế Xã hội, khi được hỏi tới. Hội đồng cũng có thể yêu cầu được tham gia ý kiến với các cơ quan hiến định nói trên về các vấn đề liên hệ tới kinh tế xã hội. Cách thức tham gia ý kiến của hội đồng với những cơ quan hiến định này có thể là cử đại diện tham dự và thuyết trình tại các phiên họp của những cơ quan đó hay tại các phiên họp của ủy ban liên hệ thuộc các cơ quan đó, hoặc gửi bản ý kiến viết của hội đồng tới, hoặc đề nghị tổ chức các phiên họp chung giữa hai hội đồng hay giữa những ủy ban liên hệ của hai hội đồng.

## Cơ cấu tổ chức
Thành phần Hội đồng Kinh tế Xã hội do Phó Tổng thống làm Chủ tịch gồm có: Một phần ba hội viên do Tổng thống chỉ định. Hai phần ba hội viên do các tổ chức công kỹ nghệ, thương mại, nghiệp đoàn, các hiệp hội có tính cách kinh tế và xã hội đề cử. Nhiệm kỳ của Hội đồng Kinh tế Xã hội là bốn năm. Hội đồng phải được Tổng thống tham khảo ý kiến về các kế hoạch từ bốn năm trở lên và các dự thảo luật liên quan tới vấn đề kinh tế và xã hội.
Mỗi tam cá nguyệt, Hội đồng họp một khóa thường lệ do Chủ tịch Hội đồng triệu tập. Mỗi khóa họp thường lệ không lâu quá mười lăm ngày. Hội đồng họp công khai và có thể họp khóa họp bất thường do quyết định của Chủ tịch Hội đồng hoặc do sự yêu cầu của Tổng thống hay một phần ba tổng số hội viên thực thụ. Mỗi khóa họp bất thường không lâu quá mười lăm ngày. Trong trường hợp Tổng thống yêu cầu triệu tập, chương trình nghị sự khóa họp bất thường gồm những vấn đề do Tổng thống yêu cầu Hội đồng thảo luận. Trong trường hợp Chủ tịch Hội đồng quyết định hay hội viên yêu cầu triệu tập, chương trình nghị sự do văn phòng thường trực ấn định.

## Ủy ban chuyên môn
Hội đồng Kinh tế Xã hội thành lập một số ủy ban chuyên môn có nhiệm vụ nghiên cứu, phúc trình về những vấn đề cần thiết mà hội đồng giao phó. Những ủy ban chuyên môn trực thuộc Hội đồng này bao gồm:
1. Ban Nông lâm ngư súc
2. Ban Kỹ nghệ và Tiểu công nghệ
3. Ban Thương mại và Ngân hàng
4. Ban Công chánh vận tải và Du lịch
5. Ban Tài chánh và Ngân sách
6. Ban Kế hoạch Kinh tế
7. Ban Lao động và An ninh xã hội
8. Ban Xã hội và Y tế
9. Ban Cựu Chiến binh, Thương phế binh, Quốc gia nghĩa tử và Quả phụ tử sĩ

Văn phòng ban chuyên môn gồm có một Trưởng ban, một Thư ký và một hay nhiều Thuyết trình viên. Trưởng ban do Hội đồng bầu theo lối phiếu kín, với đa số tương đối hay bằng cách giơ tay do Hội đồng quyết định. Thư ký và các Thuyết trình viên do ban bầu chọn. Số ủy viên của các ban có thể tăng hay giảm tùy theo nhu cầu, Ủy viên các ban do các Trưởng ban mời. Mỗi hội viên thực thụ phải tham gia ít nhất một ban chuyên môn và nhiều nhất ba ban chuyên môn, nhưng chỉ được làm một Trưởng ban chuyên môn mà thôi. Trưởng ban chuyên môn triệu tập và chủ tọa các phiên họp của ban. Khi Trưởng ban bị ngăn trở thì văn phòng thường trực có thể chỉ định một chức viên trong văn phòng để tạm thời chủ tọa ủy ban nhưng không biểu quyết.
Các ban họp trong thời gian các khóa họp của Hội đồng, tuy nhiên Trưởng ban sau khi được Chủ tịch Hội đồng Kinh tế Xã hội thỏa thuận, có thể triệu tập ban ngoài các khóa họp. Văn phòng thường trực mời các nhân viên Chính phủ hoặc tư nhân tham dự các phiên họp của ban. Đại diện các đoàn thể có tư cách pháp nhân, các tư nhân có thể được mời tới ban để tham khảo ý kiến. Nhiệm kỳ của các ban chuyên môn được ấn định giống như nhiệm kỳ của văn phòng thường trực. Hội đồng có thể bất tín nhiệm các Trưởng ban theo thể thức bất tín nhiệm các chức viên văn phòng thường trực nói ở điều 21 nội quy. Trong trường hợp có sự vắng mặt Trưởng ban chuyên môn, vì bất cứ lý do gì, Hội đồng sẽ bầu người thay thế trong phiên khoáng đại gần nhất. Các ban chuyên môn được quyền sử dụng các chuyên viên.